# Liebe, Mädchen und Soldaten
Liebe, Mädchen und Soldaten ist ein österreichischer Spielfilm von Franz Antel aus dem Jahr 1958 mit Renate Holm, Willy Hagara und Carla Hagen in den Hauptrollen. Das Drehbuch verfassten Bobby E. Lüthge, Gustav Kampendonk und Karl Farkas. 

## Handlung
Der junge erfolgreiche Sänger Edi Zaremba, Schwarm aller Backfische, ist gewohnt, ein Luxusleben zu führen. Nun aber soll er in der österreichischen Garnisonsstadt Krems bei den k.u.k. Dragonern seinen Militärdienst ableisten. Das bedeutet, dass er nun einige Monate sein elegantes Appartement mit der Mannschaftsstube einer Kaserne vertauschen muss. Dorthin lässt er sich mit einem Fiaker chauffieren. Die Bewohner der Donaustadt sind darüber informiert worden und bereiten dem Publikumsliebling einen herzhaften Empfang. Eigentlich hätte er schon eine Woche früher in der Kaserne sein müssen. Um jedoch eine Konventionalstrafe zu vermeiden, hat er eigenmächtig seinen Dienstantritt verschoben. 
Oberleutnant von Riedhoff verpflichtet den Neuen zu seinem persönlichen Burschen. Weil der es aber bisher nie nötig hatte, seine Schuhe selbst zu putzen, gibt er diese und andere Arbeiten einfach an seinen Sekretär außerhalb des Kasernengeländes weiter. Es dauert nicht lange, und Edi ist des vielen Exerzierens leid. Eines Nachts lässt er Alkohol in großen Mengen und etliche seiner Kremser Verehrerinnen auf die Mannschaftsstube bringen. Die Kaserne erlebt eine große lautstarke Sause. Diese wird jedoch jäh beendet, als Major Holzer wütend die Stube betritt. Für solcherart „Dienst am Vaterland“ hat er nichts übrig.
Für weitere Verwicklungen sorgen das unerwartete Eintreffen von Edis Freundin Steffi Gruber und der Besuch der Garnisonsstadt durch den deutschen Major Siebenstern, bis sich am Ende des Films alle Stricke lösen und sich einige Paare auf ihre Hochzeit freuen dürfen.

## Produktionsnotizen
Die Musik komponierte Klaus Ogermann. Von ihm werden in dem Streifen die Lieder Wenn du singen kannst, ist alles gar nicht so schwer! und Jetzt weiß ich erst, wie lieb du bist gesungen, beide getextet von Walter Brandin und Gert Wings. Gerdago steuerte die Kostüme bei. Die Bauten stammen vom Sepp Rothauer. In Österreich kam der Streifen das erste Mal am 14. November 1958 in die Kinos, in der Bundesrepublik Deutschland am 27. desselben Monats. Die Einspielergebnisse blieben hinter den Erwartungen zurück.

## Kritik
„Zweitklassiger Militärschwank mit primitiver Situationskomik, schmalzigen Liedern und leichtgeschürzten Mädchen.“